# Фідель Уріарте
Фідель Уріарте (ісп. Fidel Uriarte; 1 березня 1945, Сестао — 19 грудня 2016) — іспанський футболіст, що грав на позиції нападника.
Виступав, зокрема, за клуб «Атлетік Більбао», а також національну збірну Іспанії.
Дворазовий володар Кубка Іспанії з футболу.

## Клубна кар'єра
Народився 1 березня 1945 року в місті Сестао. Вихованець футбольної школи клубу «Атлетік Більбао». Дорослу футбольну кар'єру розпочав в 1962 році в основній команді того ж клубу, в якій провів дванадцять сезонів, взявши участь у 297 матчах чемпіонату. Більшість часу, проведеного у складі «Атлетика», був основним гравцем атакувальної ланки команди. В сезоні 1967/68, забивши у чемпіонаті 22 голи, став володарем Трофею Пічічі як найкращий бомбардир сезону іспанської футбольної першості.
Завершив професійну ігрову кар'єру у клубі «Малага», за команду якої виступав протягом 1974—1976 років.
Помер 19 грудня 2016 року на 72-му році життя.

## Виступи за збірну
1967 року дебютував в офіційних матчах у складі національної збірної Іспанії. Протягом кар'єри у національній команді, яка тривала 6 років, провів у формі головної команди країни 9 матчів, забивши 1 гол.

## Титули і досягнення

### Командні
- Володар Кубка Іспанії з футболу (2):

«Атлетік»: 1969, 1972—1973

### Особисті
- Найкращий бомбардир Ла-Ліги (1):

1967–1968